# Bousov
Bousov (historicky Búsovna, v místním nářečí Bousoveň, německy Bausow) je obec v okrese Chrudim v Pardubickém kraji. Žije zde 238 obyvatel.
Bousov leží jeden kilometr severně od Ronova nad Doubravou a deset kilometrů východně od Čáslavi. Jihozápadně čtyři kilometry se nachází zámek Žleby a jihovýchodně pět kilometrů zřícenina hradu Lichnice. Obcí protéká potok Kurvice.

## Historie
První písemná zmínka o obci pochází z roku 1359. 

## Obyvatelstvo
| Rok            | 1869 | 1880 | 1890 | 1900 | 1910 | 1921 | 1930 | 1950 | 1961 | 1970 | 1980 | 1991 | 2001 | 2011 | 2021 |
| -------------- | ---- | ---- | ---- | ---- | ---- | ---- | ---- | ---- | ---- | ---- | ---- | ---- | ---- | ---- | ---- |
| Počet obyvatel | 450  | 487  | 477  | 485  | 533  | 498  | 459  | 292  | 279  | 255  | 227  | 221  | 234  | 213  | 219  |
| Počet domů     | 65   | 68   | 71   | 71   | 76   | 80   | 86   | 86   | 82   | 80   | 72   | 93   | 93   | 100  | 105  |

## Obecní správa
Mezi lety 1869–1985 Bousov byl obcí v okrese Čáslav (1869–1950) a později v okrese Chrudim. Od 1. července 1985 do 30. srpna 1990 patřil jako část města k Ronovu nad Doubravou a od 31. srpna 1990 je opět samostatnou obcí.

### Části obce
- Bousov
- Tuchov

### Obecní symboly
Znak a vlajka byly obci uděleny rozhodnutím předsedkyně Poslanecké sněmovny Parlamentu České republiky dne 14. června 2013.

## Osobnosti
V roce 1951 se zde narodil zpěvák Jiří Schelinger.

## Další fotografie

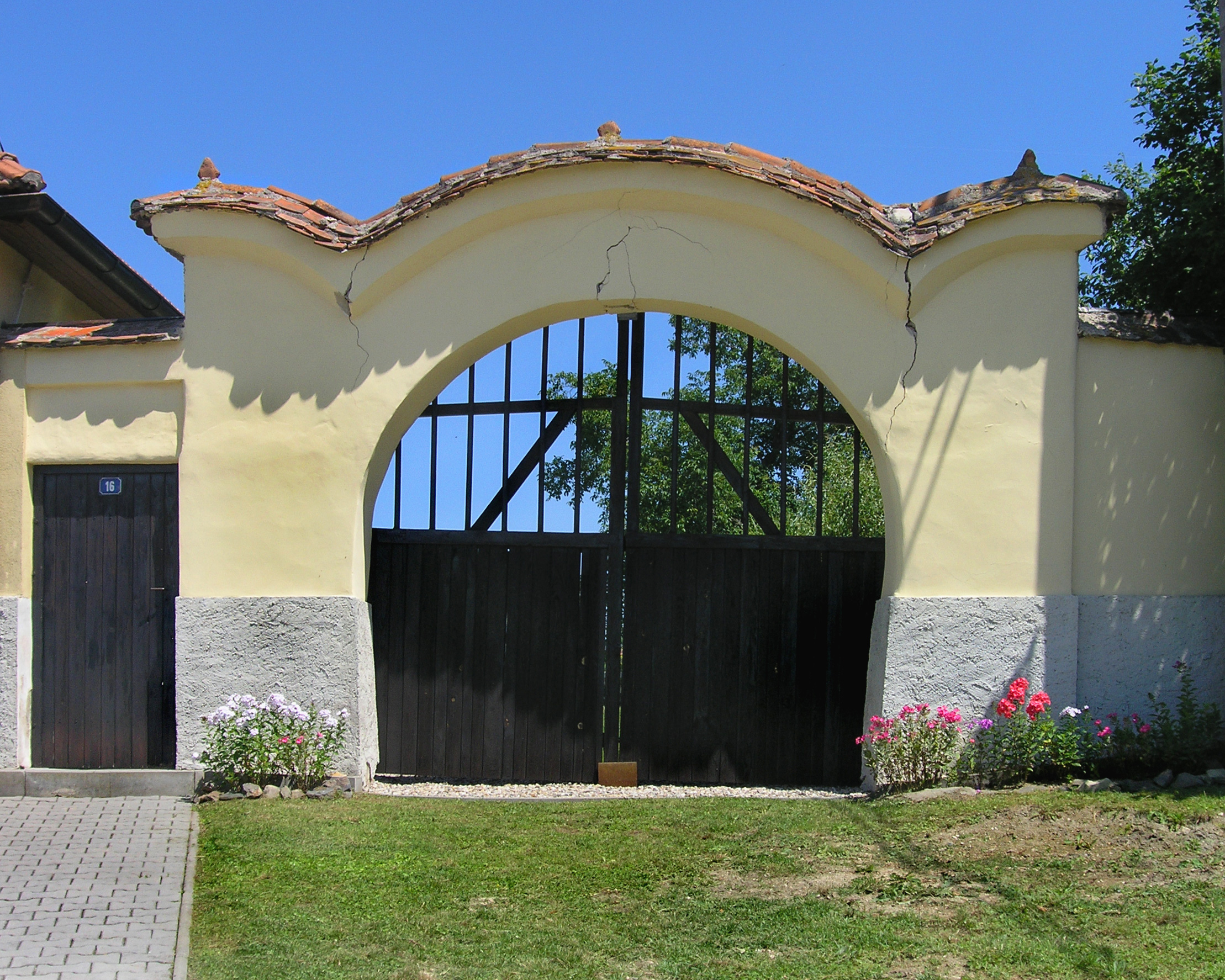
Brána bývalého statku
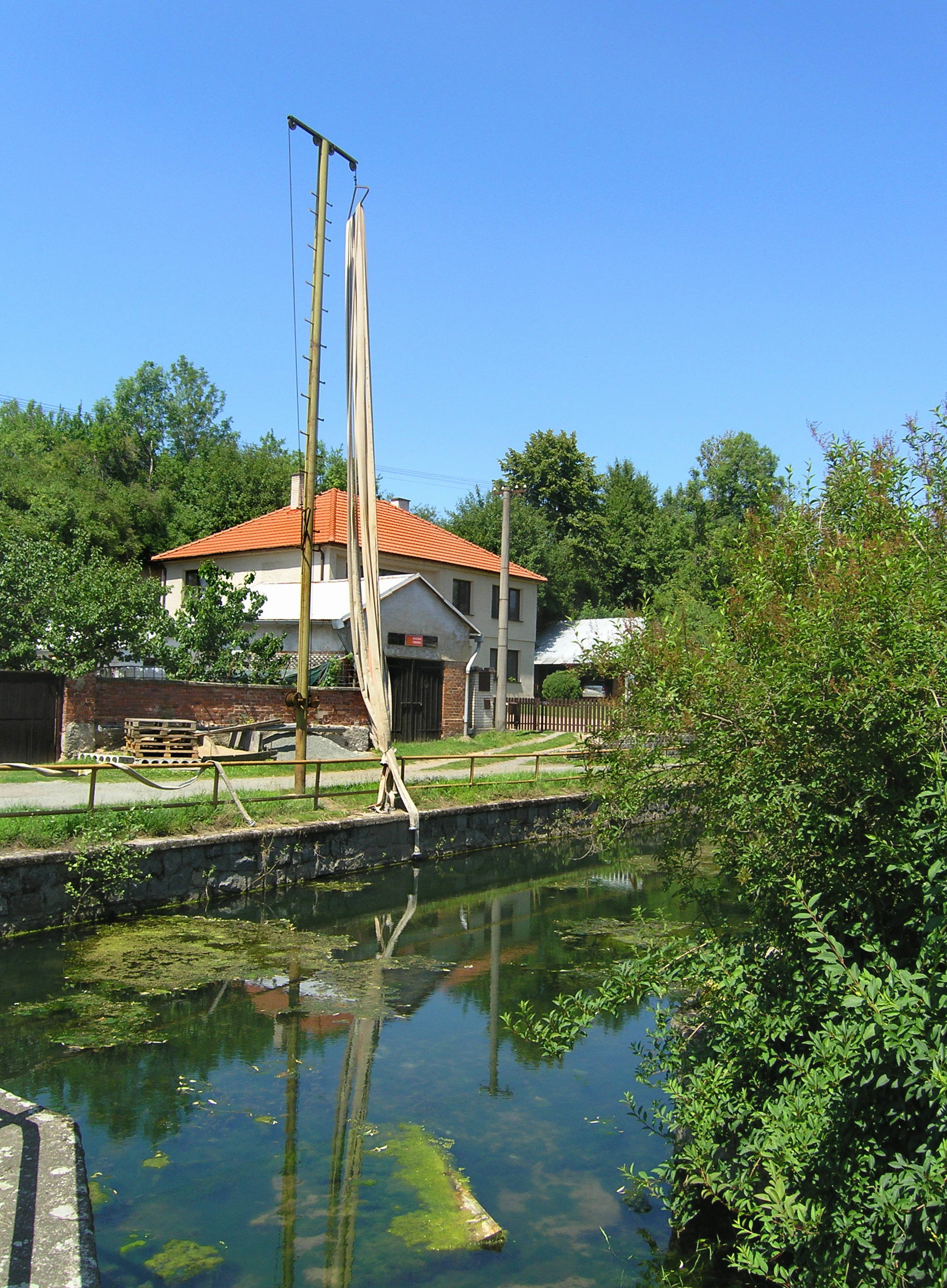
Potok Kurvice